# Musca brevis
Musca brevis är en tvåvingeart som beskrevs av Rossi 1790. Musca brevis ingår i släktet Musca, ordningen tvåvingar, klassen egentliga insekter, fylumet leddjur och riket djur.
Artens utbredningsområde är Italien. Inga underarter finns listade i Catalogue of Life.